# Felicitas Grolandin
Felicitas Grolandin è un film muto del 1923 diretto da Rudolf Biebrach.

## Produzione
Il film fu prodotto dalla Hella Moja-Film GmbH. Venne girato a Bamberg, in Baviera.

## Distribuzione
Con il visto di censura B.06794 del 30 novembre 1922 che ne permetteva la visione a tutti, venne presentato in prima a Berlino il 22 giugno 1923.